# Big Falls, Minnesota
Big Falls là một thành phố thuộc quận Koochiching, tiểu bang Minnesota, Hoa Kỳ. Năm 2010, dân số của thành phố này là 236 người.

## Dân số
- Dân số năm 2000: 264 người.
- Dân số năm 2010: 236 người.